# Photos with Mario
Photos with Mario est une application disponible sur Nintendo 3DS et éditée et développée par Nintendo.

## Système de jeu
Photos with Mario consiste à prendre, à l'aide de Nintendo eShop Cards spéciales, des photos avec les personnages de la série Mario répérés par l'appareil photo grâce à des codes QR.